# Nikolai Fjodorowitsch Gikalo

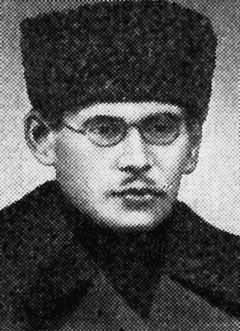
Nikolai Fjodorowitsch Gikalo

Nikolai Fjodorowitsch Gikalo (russisch Николай Фёдорович Гикало, belarussisch Мікала́й Фёдаравіч Гіка́ла, usbekisch Nikolay Fyodorovich Gikalo; * 8. Märzjul. / 20. März 1897greg. in Odessa; † 25. April 1938 in Moskau) war ein sowjetischer Revolutionär und Politiker.

## Leben und Wirken
Nikolai Gikalo wurde in Odessa, der heutigen Ukraine, geboren, schon bald zog seine Familie aber nach Tiflis, wo er bis 1915 auch ein Gymnasium besuchte und danach in der Armee diente. 1917 trat er der Kommunistischen Partei bei. 1918 wurde er Vorsitzender des städtischen Komitees der KP in Grosny und befehligte daraufhin die Rote Armee im Nordkaukasus im Kampf gegen die von Generalleutnant Anton Denikin geführte Weiße Armee, die sich gegen die sowjetische Bewegung stellte.
1929 war er von April bis Juni der Generalsekretär der kommunistischen Partei der usbekischen SSR, 1929 bis 1930 hatte er die gleiche Funktion in der aserbaidschanischen SSR inne. Vom 18. Januar 1932 bis zum 18. März 1937 war er schließlich Generalsekretär der weißrussischen SSR. Im Sommer 1937 war er Mitglied einer Troika des NKWD, die gemäß dem NKWD-Befehl Nr. 00447 vom 30. Juli 1937 geschaffen wurde. Am 11. Oktober 1937 wurde er im Zuge des Großen Terrors unter dem Vorwurf verhaftet, die innere Stabilität der Sowjetunion zu gefährden. Am 25. April 1938 wurde er durch das Militärkollegium des Obersten Gerichtshofs der UdSSR zum Tod verurteilt und am selben Tag in der Kommunarka hingerichtet.
Er wurde 1955 posthum rehabilitiert, und in Tschetschenien wurde ein Dorf nach ihm benannt.